# 一心太助 (テレビドラマ)
『一心太助』（いっしんたすけ）は、1971年10月3日から1972年3月26日までフジテレビ系列局で放送されていた時代劇ドラマ。フジテレビ製作と国際放映の共同製作作品で、全25話。放送時間は毎週日曜20:00 - 20:56 （日本標準時）。
威勢が良い兄貴肌の江戸の魚屋一心太助が知恵と度胸と体を張って悪に立ち向かう姿と、彼を取り巻く江戸町人の人間愛を明るく楽しく、時に厳しく描いた一話完結ドラマ。
町人の生活を中心に描いたハートフル人情コメディ路線で、太助と妻お仲の夫婦愛や義兄の同心との友情などを描いたホームドラマとしての側面があり、好評を博した。
過去にはBS11の名作劇場枠で再放送され、2017年2月からはBS-TBSの平日18時に再放送されている。

## 主な登場人物
一心太助 演：杉良太郎
本作の主人公。せっかちで喧嘩っ早いが、義理人情に熱く正義感が強い兄貴肌の魚屋で、江戸の町の人気者。
トラブルに巻き込まれた知人を救うために奔走する事が多く、腕に刻んだ「一心如鏡(いっしんかがみのごとし)」の入れ墨をさらして捨て身で悪に挑む。持ち前の意志の強さから、町人ながら大久保忠教に一目を置かれている。
お仲 演︰音無美紀子
太助の妻。快活で気立ての優しい太助の理解者だがややそそっかしく、些細な行き違いから夫婦喧嘩に発展することも。
太助とはおしどり夫婦で、女性達からは理想の夫婦像として見られているらしい。
坂部正七 演：財津一郎（第8話・第11話を除く）
お仲の兄で同心。強情だが情け深い性格で、太助を実の弟のように思っている。時には罪人への情けと職務との間で板挟みになってしまうことも。
大久保彦左衛門：志村喬（第11話・第12話を除く）
旗本の長老。頑固者だが人情家。太助の後見人的存在で、太助が「親分」と慕う。神田駿河台に屋敷を構えているため「駿河台の御前」とも呼ばれる。

## 出演者
- 一心太助：杉良太郎
- お仲（太助の妻）：音無美紀子
- 坂部正七（お仲の兄、同心）：財津一郎（第8話・第9話・第11話を除く）
- 大久保彦左衛門：志村喬（第11話・第12話を除く）
- 明石屋銀平：中村竹弥（第7話・第8話・第11話・第12話を除く）
- 笹尾喜内（大久保家用人）：伊東四朗
- おきん：丹下キヨ子
- お駒：二本柳敏恵
- 文太：木村豊幸
- 仙太：山本正明
- 惣六：二瓶正也
- 富三：大村千吉
- 磯八：花巻五郎
- 五兵衛：木田三千雄
- 弥平次：邦創典
- 伝次：榎木兵衛
- お里：七瀬真紀
- お豊：入江幸江
- お絹：林由里
- お粂：秋月喜久枝
- お浪：半田明子
- おりく：三條晴海

### ゲスト出演者
- 徳川家光：中尾彬（第1話）
- 松平伊豆守：東千代之介（第1話）
- 梅吉：青空アキオ（後の横山あきお、第1話）
- 猪之助：青空ハルオ（後の青空はるお、第1話）
- 徳川忠長：沖田駿一（第1話）
- 保科正之：長澄修（第1話）
- 竜全和尚：清水元（第1話）
- 照月：小沢忠臣（第1話）
- 空月：木村博人（第1話）
- 長吉：奥村公延（第1話・第8話）
- 留吉：鮎川浩（第1話）、（第7話）
- 鈴木仙又郎：池田忠夫（第2話）
- 剣持頼母：川合伸旺（第2話）
- 琴江：岩井友見（第2話）
- 原田三郎太：丹羽又三郎（第3話）
- お松：梶芽衣子（第3話）
- 夏目城太郎：長谷川哲夫（第3話）
- おみよ：左時枝（第4話）
- 女中：田所千鶴子（第4話）
- 板前：鹿島信哉（第4話）
- 小僧：藤江喜幸（第4話）
- 円蔵：保科三良（第4話）
- 秀五郎：二見忠男（第4話）
- 同心・雲井：武田昌之（第4話）
- 岡ッ引・伝次：福原秀雄（第4話）
- 加賀爪甚十郎：江見俊太郎（第5話）
- 島影左近：沼田曜一（第5話）
- おくま：露原千草（第5話）
- お篠：浅茅しのぶ（第5話）
- 疾風の甚六：内藤武敏（第5話）
- お由：梶三和子（第6話）
- 森谷房九郎：高原駿雄（第6話）
- 瀬戸山米次郎：加賀邦男（第6話）
- 永井素之助：宮川洋一（第6話）
- 伝八：花上晃（第6話）
- 辰吉：下條アトム（第6話）
- 伝六：頭師佳孝（第7話・第19話）
- 役人：小島三児（第7話）
- 女中：塩沢とき（第7話）
- 佐吉：穂積隆信（第7話）
- 浪人：河野弘（第7話）
- 石川多聞：二瓶秀雄（第7話）
- 番太：辻しげる（第7話）
- 女スリ：穴倉るみ（第7話）
- 旦那：石川隆昭（第7話）
- 人夫頭：永谷悟一（第7話）
- 安次：大木正司（第7話）
- 藤兵衛：増田順司（第7話）
- 榊原兵六（同心）：桑山正一（第8話）
- 助次郎：横内正（第8話）
- おさん：野口ふみえ（第8話）
- 山崎屋金兵衛：沢村宗之助（第8話）
- お由紀：深沢裕子（第8話）
- 伝六：梶哲也（第8話）
- 船宿の文：林幸子（第8話）
- 三田村秦山：伊藤雄之助（第8話特別出演）
- 秦山の妻・千絵：平井岐代子（第8話）
- 秦山の弟子：伊藤漢（第8話）
- おりょう：土田早苗（第9話）
- 同朋町の佐四郎：梅津栄（第9話）
- 与助：伊藤高（第9話）
- 家老：湊俊一（第9話）
- 供侍：上田侑嗣（第9話）
- 賄方（まかないかた）：田中力（第9話）
- 奥女中：藤恵美子（第9話）
- お端下女中：管原慎子（第9話）
- 左京太夫：津野哲郎（第9話）
- 赤門堂鉄斉：菅井一郎（第9話）
- 惣右衛門：小栗一也（第9話）
- 老女：松風はる美（第9話）
- お直：坂倉春江（第9話）
- 左京大夫：津野哲郎（第9話）
- 三五郎：神太郎（第10話）
- 弥吉：内海敏彦（第10話）
- 仙造の子分：中島一男（第10話）
- 仙造の子分：平沢信夫（第10話）
- 番頭：羽沢かんじ（第10話）
- 初老の男：永谷悟一（第10話）
- カミナリの仙造：犬塚弘（第10話）
- 宗吉：和崎俊哉（第11話）
- 松三：関敬六（第11話）
- 弥十：宮口二朗（第11話）
- 新太郎：大泉滉（第11話）
- 久六：砂塚秀夫（第11話）
- 藤八：小川宏（第11話特別出演）
- 安：海野かつを（第12話）
- 小僧：長田伸二（第12話）
- 長屋の子供：荒井健嗣（第12話）
- 丹三郎：三遊亭小圓遊（第12話）
- 岡っ引き・鎌倉町の仁吉：三波伸介（第12話）
- 清吉：長谷川明男（第13話）
- 田宮甚十郎：幸田宗丸（第13話）
- 三吉：永井秀和（第13話）
- お篠：二木てるみ（第13話）
- お妙：小橋玲子（第14話）
- 源八：草野大悟（第14話）
- 盗人：堺左千夫（第14話）
- 鬼六：佐藤京一（第14話）
- 岩八：大前均（第14話）
- 仁介：村田英雄（第14話）
- お民：佐々木愛（第15話）
- お菊：五十嵐じゅん（後の五十嵐淳子、第15話）
- 常次郎：寺田農（第15話）
- 惣右衛門：長島隆一（第15話）
- 忠作：石立和男（第15話）
- 長屋住人：小海とよ子（第15話）
- 長屋住人：藤代容子（第15話）
- 女中：遠山智英子（第15話）
- 金坊：林家小三平（後の9代目林家正蔵、第16話）
- お咲：荘司洋子（第16話）
- お新：水上竜子（第16話）
- 稲吉：稲吉靖（第16話）
- 伍助：服部哲治（第16話）
- 角兵衛：高津住男（第16話）
- 仁兵衛：多々良純（第16話）
- お才：原知佐子（第17話）
- 戸川相十郎：三上真一郎（第17話）
- 茂平：立原博（第17話）
- お浜：西岡慶子（第17話）
- お民：五月晴子（第17話）
- 女郎：歌川千絵（第17話）
- 老女：河合良子（第17話）
- お栄：林家ペタ子（第17話）
- 伝次：榎木浜衛（第17話）
- ちの：小園蓉子（第17話）
- 原清右衛門：谷村昌彦（第17話）
- 占師：塚田茂（第17話）
- 駒吉：品川隆二（第18話）
- 清兵衛：天草四郎（第18話）
- べんてんのお初：本多さち子（第18話・第20話）
- べんてんのお染：秦美枝子（第18話・第20話）
- べんてんのお絹：林由里（第18話・第20話）
- おりく：三條晴海（第18話）
- 安：伊藤健（第18話）
- 秀吉：小栗克明（第18話）
- 女中：小清水映子（第18話）
- おくに：北あけみ（第18話）
- 藤吉：田中春男（第18話）
- おしん：菊ひろ子（後の奈月ひろ子、第19話）
- 権三：福山象三（第19話）
- 速水作之進：勝呂誉（第19話）
- 新太郎：峰岸隆之介（後の峰岸徹、第20話）
- 天びん政：小瀬朗（第20話）
- お光：水沢有美（第20話）
- 源次：石津康彦（第20話）
- 佐吉：西川幾雄（第20話）
- 東海屋松五郎：加藤嘉（第20話）
- お浜：古城都（第21話）
- 利衛門：中村是好（第21話）
- 源太：うえずみのる（第21話）
- 万作：三田松五郎（第21話）
- 三好：船渡伸二（第21話）
- 津国屋の女中：宮田弘子（第21話）
- 岡方屋の女中：野村光絵（第21話）
- 宝屋の女中：山口千枝（第21話）
- 権助：薙狂児（第21話）
- 番頭：岡野耕作（第21話）
- 梶原：戸塚睦夫（第21話）
- 倉田：天野新士（第21話）
- 和惣次：由利徹（第21話）
- おみつ：上村香子（第22話）
- 左官：峰恵研（第22話）
- 同心・谷沢：武田昌之（第22話）
- お神さん：田所千津子（第22話）
- お神さん：槇ひろ子（第22話）
- 地廻り：鹿島邦義（第22話）
- お妙：安東結子（第22話）
- 犬走りの与助：笠智衆（第22話）
- お峰：結城美栄子（第23話）
- 市毛：向井淳一郎（第23話）
- 新谷：沢りつお（第23話）
- 用人：伊藤秀朗（第23話）
- 源次：石津康彦（第23話・第24話）
- 森山：田辺一鶴（第23話）
- 金子源之進：桜井センリ（第23話）
- 大垣三郎衛門：河野秋武（第23話）
- 小りん：村松英子（第24話）
- 清造：奥村公延（第24話）
- おひさ：進藤幸（第24話）
- 太田宗十郎：川野耕司（第24話）
- 安：伊藤健（第24話）
- お初：本多さち子（第24話）
- おきよ：内海和子（第24話）
- 芸者：川名美也子（第24話）
- 芸者：宮田弘子（第24話）
- 文吉：木村博人（第24話）
- おかみ：上野綾子（第24話）
- 乞食：土屋靖雄（第24話）
- 芸者：植木まり子（第24話）
- 清兵衛：高品格（第24話）
- 源次郎：大辻しろ（第24話）
- 医者：池田生二（最終話）
- 三郎：中村上治（最終話）
- 源三：河野弘（最終話）
- 源次：石津康彦（最終話）
- お初：本多さち子（最終話）
- 長屋の女房：根岸美恵子（最終話）
- 飲み屋の女：三三桂子（最終話）
- お染：鹿沼エリ（最終話）
- 惣八：林浩司（最終話）
- 安：伊藤健（最終話）
- 長屋の女房：津路清子（最終話）
- 若旦那：大泉滉（最終話）

## スタッフ
- 脚本：国弘威雄、浅井昭三郎、馬場当、服部一久、鈴木兵吾、布勢博一、笠原良三、加瀬高之、西沢治、久貴千賀子、松本一、小滝光郎、田口耕三、下飯坂菊馬
- 音楽：木下忠司
- 演出：下村尭二、井上芳夫、山田達雄、山際永三、高橋繁男、小山幹夫、手銭弘喜
- 殺陣：湯浅謙太郎
- 現像：横浜シネマ現像所
- プロデュース：人見武幸、古屋克征
- 製作：フジテレビ、国際放映

## 主題歌
- 「一心太助」（歌：杉良太郎）
  - 作詞：吉岡オサム / 作曲：市川昭介 / 編曲：佐々永治

## 放送日程
| 話数   | 放送日         | サブタイトル           | 脚本       | 監督     |
| ------ | -------------- | ---------------------- | ---------- | -------- |
| 第1話  | 1971年 10月3日 | 天下の一大事           | 国弘威雄   | 下村尭二 |
| 第2話  | 10月10日       | 謎の伊勢屋敷           | 浅井昭三郎 | 井上芳夫 |
| 第3話  | 10月17日       | 木鼠小僧御用           | 国弘威雄   | 山田達雄 |
| 第4話  | 10月24日       | 娘魚屋繁盛記           | 服部一久   | 高橋繁男 |
| 第5話  | 10月31日       | 消えた花嫁             | 田口耕三   | 山田達雄 |
| 第6話  | 11月7日        | 白魚献上               | 小滝光郎   | 下村尭二 |
| 第7話  | 11月14日       | ひき逃げ               | 北條太郎   | 下村尭二 |
| 第8話  | 11月21日       | 兄妹慕情               | 服部一久   | 高橋繁男 |
| 第9話  | 11月28日       | 怪盗の恋               | 鈴木兵吾   | 高橋繁男 |
| 第10話 | 12月5日        | 男一匹子守唄           | 布勢博一   | 小山幹夫 |
| 第11話 | 12月12日       | 純情に勝負と参ろう     | 加瀬高之   | 小山幹夫 |
| 第12話 | 12月19日       | 十手と包丁             | 西沢治     | 高橋繁男 |
| 第13話 | 12月26日       | 一夜だけの花嫁さん     | 笠原良三   | 下村尭二 |
| 第14話 | 1972年 1月9日  | 人情勧進相撲           | 松本一     | 下村尭二 |
| 第15話 | 1月16日        | 花ある絶縁状           | 小滝光郎   | 手銭弘喜 |
| 第16話 | 1月23日        | 銭ゲバ親子奮闘記       | 馬場当     | 手銭弘喜 |
| 第17話 | 1月30日        | この子誰の子           | 久貴千賀子 | 小山幹夫 |
| 第18話 | 2月6日         | 親分！おひかえなすって | 布勢博一   | 小山幹夫 |
| 第19話 | 2月13日        | 昔より女ならでは       | 下飯坂菊馬 | 下村尭二 |
| 第20話 | 2月20日        | 駆落ち者です今晩は！   | 西沢治     | 下村尭二 |
| 第21話 | 2月27日        | 東海道だよ四人旅       | 加瀬高之   | 小山幹夫 |
| 第22話 | 3月5日         | 大泥棒学入門           | 服部一久   | 高橋繁男 |
| 第23話 | 3月12日        | 三河物語異聞           | 加瀬高之   | 高橋繁男 |
| 第24話 | 3月19日        | あべこべ物語           | 布勢博一   | 小山幹夫 |
| 最終話 | 3月26日        | よき哉江戸の春         | 馬場当     | 小山幹夫 |

## 放送局
特記の無い限り全て放送時間は日曜 20:00 - 20:56、同時ネット。
- フジテレビ（制作局）
- 北海道文化放送[1]
- 岩手放送：火曜 16:05 - 17:00[2]
- 秋田テレビ[3]
- 山形テレビ[3]
- 仙台放送[3]
- 福島テレビ：月曜 - 金曜 10:45 - 11:40[4]
- 新潟総合テレビ：日曜 14:15 - 15:10[5]
- 長野放送[6]
- 富山テレビ[7]
- 石川テレビ[7]
- 福井テレビ[8]
- テレビ静岡[9]
- 東海テレビ[10]
- 関西テレビ[11]
- 山陰中央テレビ[12]
- テレビ岡山：土曜 13:00 - 13:55[13]
- 中国放送：火曜 16:00 - 17:00[14]
- テレビ愛媛[15]
- テレビ西日本[16]
- テレビ熊本[16]
- 沖縄テレビ[17]